# Ctenota asiatica
Ctenota asiatica är en tvåvingeart som beskrevs av Pavel Lehr 1964. Ctenota asiatica ingår i släktet Ctenota och familjen rovflugor. Inga underarter finns listade i Catalogue of Life.